# Alany és állítmány viszonya
A mondattanban több nézet létezik az alany és állítmány viszonyáról hierarchiai státuszukat illetően.
Egyes hagyományos iskolai grammatikákban az alanyt és az állítmányt a mondategység (egyszerű mondat vagy összetett mondat tagmondata) két fő mondatrészeként kezelik. Ezek között vannak olyanok, amelyek két mondattani viszonyt vesznek számításba, a mellérendelést és az alárendelést, megállapítják, hogy az állítmány egyezik az alannyal, de nem szólnak a kettő egymáshoz viszonyított hierarchiai státuszáról.
Egy másik hagyományos grammatika, Avram 1997, amely szintén csak a két fenti viszonyt fogadja el, azt jegyzi meg, hogy e két mondatrész közötti viszonyt „az alárendeléshez sorolják az egyeztetés miatt, mely azt jelzi, hogy az állítmány az alanyhoz igazodik, mint egy alárendelt tag az alaptagjához; azonban ennek a viszonynak olyan sajátosságai vannak, amelyek azt mondatják, hogy köztük egymástól való függés van, úgy az alárendeléstől, mint a mellérendeléstől különböző viszony”.
Egyéb hagyományos grammatikák, melyek ugyancsak a mondat két fő részének tekintik az alanyt és az állítmányt, magukévá teszik az egymástól való függésük nézetét. Balogh 1971 alany-állítmányi vagy predikatív viszonynak, Kálmánné Bors – A. Jászó 2007 hozzárendelésnek vagy predikatív viszonynak, Grevisse – Goosse 2007 pedig franciául prédication-nak nevezi. Nyelvészeti szótárakban, melyek nem foglalnak állást e viszony létezéséről vagy nem létezéséről, angolul interdependence ’egymástól való függés’ vagy predication, románul inerență ’összetartozás’ vagy interdependență ’egymástól való függés’ elnevezésekkel jelenik meg.
Egyes iskolai grammatikák hagyományos nézeteket újabbakkal vegyítenek. Ezek közül egyesek részben elfogadják a hozzárendelést, miközben mások teljesen visszautasítják, és az alanyt az állitmány alárendeltjének tekintik, olyan strukturalista grammatikákból véve át ezt a nézetet, mint amilyen Tesnière 1959.

## A hozzárendelés mellett szóló érvek
Az alany és az állítmány közötti viszony specifikusként, sem nem mellérendelésként, sem nem alárendelésként való jellemzése abból indul ki, hogy lehetetlen kielégítő módon meghatározni az alanyt és az állítmányt. Meghatározásaik csak körbenforgóak lehetnek: az alanyt az állítmánnyal való viszonyaival kapcsolatban határozzák meg, az állítmányt pedig az alannyal való viszonyaival kapcsolatban. Valójában a viszonyuk kölcsönös szolidaritáson alapszik.
Az alany és az állítmány közötti viszony elsősorban logikai jellegű. Példának véve egy olyan mondatot, mint A lány olvas, megállapítható, hogy a két mondatrész egymás jelentéskörét szűkíti. Egyrészt sok mindenki olvashat, de az alanyt pontosítva egy bizonyos körre korlátozódnak az állítmány lehetőségei. Másrészt a lányról is sok minden állítható, de ebben a mondatban a sok lehetőség közül csak az van kiválasztva, hogy olvas. Következésképpen logikai szempontból kölcsönösség van a két mondatrész között.
Strukturális szempontból is kölcsönösség van az alany és az állítmány között. Többnyire ezek különböző, szófajukra jellemző morfémákat hordoznak, de egyes grammatikai kategóriáik közösek, elsősorban a szám és a személy, egyes nyelvekben, bizonyos esetekben a grammatikai nem is, és így kölcsönösen utalnak egymásra. Ezeket a kategóriákat az alany ruházza az állítmányra egyeztetés útján, miközben az állítmány vonzza az alanyt, egy bizonyos alakot követelve meg részére, például a névszóragozásos nyelvekben egy bizonyos grammatikai esetet, amely jellegzetesen az alanyeset.
Nincs olyan mondatrész, amely az alany és az állítmány fölé lenne rendelve, hanem ők rendelnek alá közvetlenül vagy közvetve minden más mondatrészt. Vannak esetei az alany és az állítmány elmaradásának, de mindig van olyan tényező, amely kijelöli a helyüket.
Az alany részére ilyen tényező alaki lehet. Az ige személyragja teszi ki, akkor is, ha nem testes, hanem nulla. Az alany bele van foglalva: (magyarul) Olvasol, (franciául) Dormez en paix ’Aludjatok nyugodtan’, (románul) Știu prea bine ce vrei să-mi spui ’Nagyon jól tudom, mit akarsz mondani nekem’, (horvátul) Odlazim ’Elmegyek’.
Egy másik tényező jelentésbeli lehet, mindkét mondatrész részére, amikor bele lehet érteni őket a verbális kontextusnak köszönhetően: (románul) – Cine a venit? – Mama ’– Ki jött meg? – A mama’, (horvátul) Luki o svemu tome ni riječi ’Lukának minderről egy szót sem’. A kontextus szituációs is lehet, pl. Vizet! (= Én kérek vizet), (franciául) Pardon ’Bocsánat’ (= Én kérek bocsánatot).

## Az alárendelés mellett szóló érvek
Egy olyan lényegében hagyományos grammatika, mint Lengyel 2000 részben elfogadja a hozzárendelést, a viszony logikai aspektusára korlátozva, és azt állítva, hogy grammatikailag az alany az állítmány egyik vonzata, tehát az utóbbi alárendeli az elsőt. Emellett az is szól, hogy nem mindig szükséges az alanyt külön szóval kifejezni, meg az is, hogy csak az állítmány alkothat ténylegesen alany nélküli tagolt mondatot, mint ahogy azt az egyes természeti jelenségeket kifejező igék teszik: (magyarul) Pirkad, (franciául) Il neige ’Havazik’, (románul) Fulgeră ’Villámlik’.
Egy olyan strukturális grammatika, mint amilyen Lucien Tesnière  francia nyelvészé, csak a viszony grammatikai aspektusával foglalkozik. Szerinte az ige a mondat egyedüli alapja, és hozzátartoznak franciául actants ’aktánsok’-nak nevezett mondatrészek. Ezek olyan élőket vagy életteleneket neveznek meg, amelyek részt vesznek abban, amit kifejez az ige, és ettől függnek formai korlátozások révén. Aktánsok az alany, a tárgy és egyes határozók, tehát az alany is az állítmány alárendeltje. Ugyanis Tesnière az igének valenciát tulajdonít, amely révén, jelentésétől függően, az ige lehet nulla valenciájú (aktáns nélküli), egy valenciájú (csak alanyt megkövetelő), két valenciájú (alanyt és tárgyat megkívánó) vagy három valenciájú (alanyt, tárgyat és egy olyan határozót megkívánó, mint amilyeneket a mondással vagy az adással kapcsolatos igék vonzanak).
Tesnière stemmá-nak nevezett ágrajzokkal ábrázolja a mondattani viszonyokat. Például a francia Alfred parle lentement ’Alfred lassan beszél’ mondat ágrajza azt a nézetet ábrázolja, mely szerint az alanynak és az állítmánynak a hierarchia szempontjából egyenlő a státusza, és amelyet elvet. A latin Filius amat patrem ’A fiú szereti az apát’ mondat ágrajzával a saját nézetét mutatja be, amely szerint úgy az alany, mint a tárgy ugyanazon a szinten alárendeltjei az állítmánynak.
Ez a nézet megtalálható mai, nem hagyományos leíró grammatikákban. Például É. Kiss 2006 szerint is az alany az egyik igebővítmény a tárgy és azon határozók mellett, amelyek személyt, dolgot, helyet, időegységet stb. neveznek meg. Ezek mind az állítmány által kifejezett cselekvés, történés vagy állapot szereplőit jelölik. Kizárja közülük a nem megnevező, hanem módosító határozókat, mint amilyenek a módhatározó és a fok-/mértékhatározó.
Egyes mai iskolai grammatikák szintén osztják ezt a nézetet, bár egyébként folytatják a hagyományt. Például Bescherelle 3 1990 szerint az ige a mondat magja, és körülötte helyezkedik el a többi mondatrész. Barić 1997 ezt úgy fogalmazza meg, hogy az állítmány „helyet nyit” az alanynak, a tárgynak és az összes határozófajtának, és hogy „az állítmány a mondatban olyan szó, amely saját magának nyit helyet”.